# Port lotniczy Hamilton-John C. Munro
Port lotniczy Hamilton-John C. Munro (ang.: John C. Munro Hamilton International Airport lub Hamilton International Airport, marketingowo nazywany przez niektóre linie lotnicze w rozkładach lotów Toronto Hamilton International Airport, kod IATA: YHM, kod ICAO: CYHM) – międzynarodowe lotnisko w Hamiltonie, w prowincji Ontario, w Kanadzie.
Lotnisko nosi patronat Johna Munro, kanadyjskiego polityka z Hamiltonu (byłego Członka Parlamentu i ministra Kanady).
Port lotniczy obsługuje m.in. rejsowe loty transatlantyckie z Wielkiej Brytanii, m.in. przez 3050-metrową drogę startową (o szerokości 60 m) przystosowaną do użytkowania przy niskiej widoczności, jak i krótszą, 1830-metrową (o szerokości 45 m). Port w Hamiltonie spełnia również rolę lotniska zastępczego lub nadprzepustowego dla pobliskiego portu lotniczego Toronto-Pearson w Toronto.
Na terenie portu lotniczego działa Canadian Warplane Heritage Museum.